# Piotr Kupidłowski

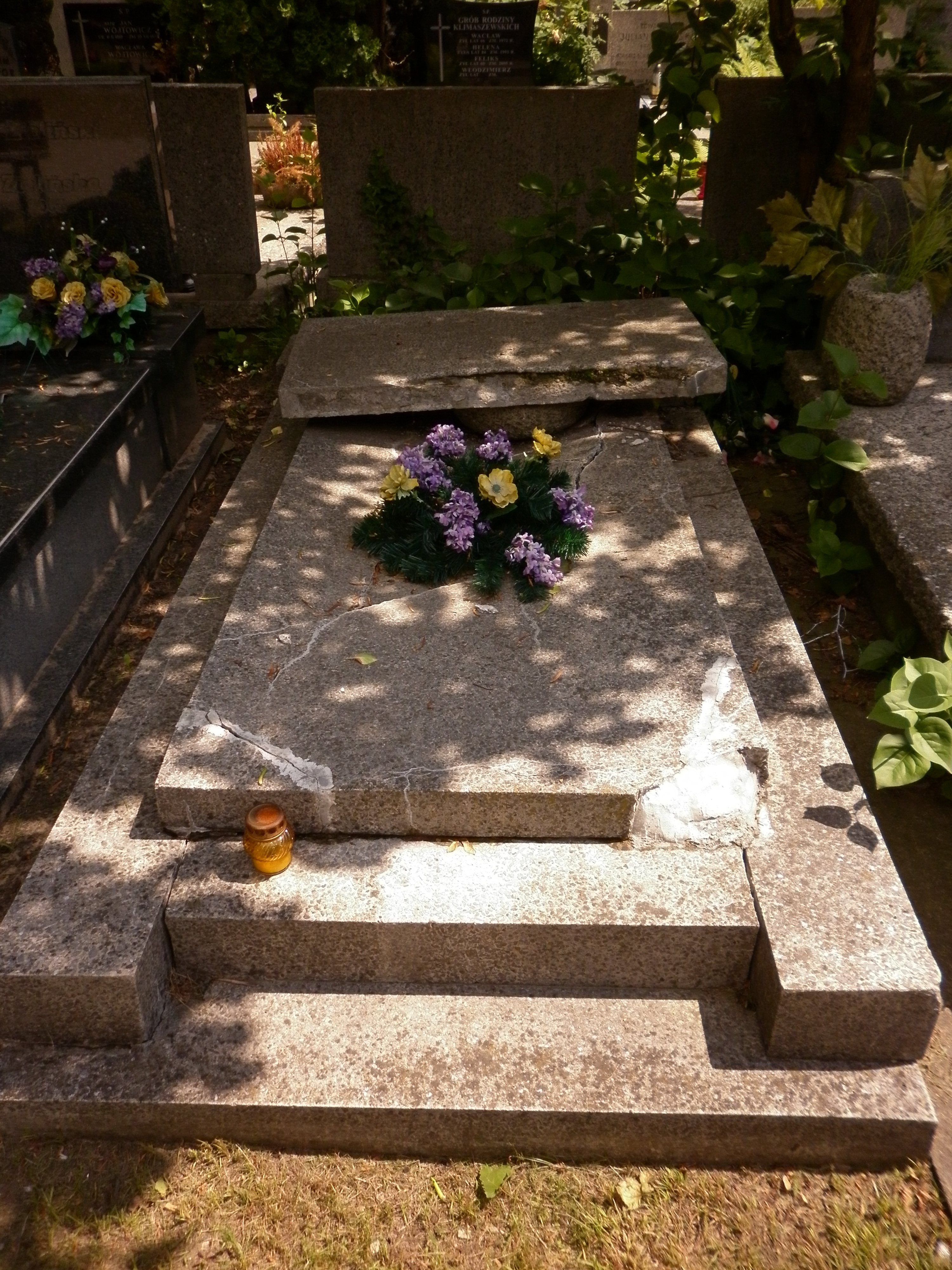
Grób Piotra Kupidłowskiego na Cmentarzu Wojskowym na Powązkach

Piotr Kupidłowski (ur. 29 kwietnia 1883 w Tłuszczu, zm. 7 kwietnia 1972 w Warszawie) – polski i rosyjski działacz robotniczy.

## Życiorys
Urodził się w ubogiej i licznej rodzinie, miał czternaścioro rodzeństwa. Ojciec oddał go na wyuczenie zawodu do szewca, ale pracodawca wyzyskiwał Piotra Kupidłowskiego i ten porzucił praktykę. Zatrudnił się w fabryce gdzie zetknął się z ruchem robotniczym i SDKPiL, której stał się członkiem. W 1904 zaangażował się w organizowanie strajków, za co był prześladowany. Aresztowany i osądzony za udział w walkach w 1905 został zesłany do Astrachania, gdzie przystał do bolszewików. Organizacja bolszewicka wybrała Kupidłowskiego na swojego delegata do władz. Podczas rewolucji październikowej brał udział w walkach w Piotrogrodzie i Moskwie, a po ich zakończeniu powrócił do Astrachania, gdzie wybrano go na komisarza Biura Municypializacji Domów Czynszowych. W 1919 wrócił do Polski, ale jako czynny komunista był prześladowany przez władze. Przeniósł się do Warszawy i wstąpił w szeregi Komunistycznej Partii Polski. Podczas II wojny światowej działał w ruchu oporu oraz w Polskiej Partii Robotniczej. W 1944 powrócił do Tłuszcza, gdzie przez cztery lata był zastępcą wójta i sołtysa. Od 1948 mieszkał w Brwinowie i pracował w Zakładach Mechanicznych „Ursus”, gdzie stworzył pierwszą komórkę organizacyjną Polskiej Partii Robotniczej. W późniejszych latach udzielał się w Komitecie Powiatowym Polskiej Zjednoczonej Partii Robotniczej w Pruszkowie (do końca życia był honorowym członkiem Podstawowej Organizacji Partyjnej), a także współpracował z redakcją Trybuny Mazowieckiej. Po przejściu na emeryturę zamieszkał w Domu Weterana Ruchu Robotniczego na warszawskim Służewie, gdzie zmarł. Spoczywa na Cmentarzu Powązkowskim-Wojskowym (kw. 33B-1-4).
Za działalność polityczną był ponad dziesięciokrotnie wyróżniany wysokimi odznaczeniami państwowymi, a także wielokrotnie branżowymi i administracyjnymi. Wielokrotnie proponowano mu stanowiska kierownicze, a także administracyjne. Nigdy ich nie przyjął tłumacząc się brakiem wykształcenia, był samoukiem.
W latach 1977–1990 Piotr Kupidłowski był patronem ulicy w Ursusie (do 1977 była to Wawelska, obecnie gen. Sosnkowskiego).

### Przyznane odznaczenia (wybrane)
- Krzyż Kawalerski Orderu Odrodzenia Polski
- Krzyż Walecznych (dwukrotnie)
- Medal 10-lecia Polski Ludowej
- Order Sztandaru Pracy
- Złoty Krzyż Zasługi
- Order Lenina (1967)[2]
- Order Czerwonego Sztandaru

i inne.